# George Gale
Personnage important de l'histoire de Waterville, George Gale contribua grandement à l'essor industriel de la municipalité.

## Biographie
Né au Vermont en 1824, George Gale, arrive à Stanstead, avec sa famille, en 1830. D'abord agriculteur, il démontre rapidement une très grande inventivité, de grandes habiletés manuelles et des talents remarquables en ingénierie. Après s'être démarqué en construisant des ponts et gérant des moulins, il fait breveter des matelas et sommiers à ressorts et fonde la George Gale & Sons vers la fin du XIXe siècle. 
Il établit d'abord l'usine au bord de la rivière Coaticook à Waterville. Rapidement, ses lits deviennent populaires dans le monde entier. Ils se vendent dans tout l'Amérique, l'Europe de l'Ouest et même, en Australie. Alors que sa fabrique tourne à plein régime, Gale décide d'envoyer son fils aîné en ouvrir une seconde en Angleterre.
George Gale contribua largement à l'essor industriel de la municipalité Waterville. L'économie de celle-ci repose d'ailleurs, encore aujourd'hui sur le dynamisme de ses nombreuses industries.

## Reconnaissance historique
Depuis juin 2011, George Gale fait partie des vingt personnages de la Voie des Pionniers. La Voie des Pionniers est un circuit de personnages mis en place par la Table de concertation culturelle de la MRC de Coaticook. Elle a pour objectif de lever le voile sur les grands contributeurs au développement économique, industriel et culturel de la Vallée de la Coaticook.
Basé sur la rue Dominion à Waterville, le personnage de George Gale, dont la silhouette, grandeur nature, est découpée dans un panneau d’acier, raconte son histoire et ses contributions aux visiteurs grâce à un appareil audio intégré à la structure.